# Ludwigia repens
Ludwigie rampante, Jussie rampante
Espèce
Classification phylogénétique
Synonymes
- Isnardia intermedia Small & Alexander[1]
- Isnardia repens (J.R. Forst.) DC.[1]
- Ludwigia natans var. stipitata Fern. & Grisc.[1]
- Ludwigia natans Ell.[1]
- Ludwigia repens var. rotundata (Griseb.) Gomes[1]
- Ludwigia repens var. stipitata (Fern. & Grisc.) Munz[1]

Ludwigia repens, la Ludwigie rampante ou la Jussie rampante, est une espèce de plantes à fleurs de la famille des Onagraceae.

## Systématique
L'espèce Ludwigia repens a été décrite pour la première fois en 1771 par le naturaliste allemand Johann Reinhold Forster (1729-1798),.

## Liste des variétés
Selon Tropicos (29 juillet 2022) (Attention liste brute contenant possiblement des synonymes) :
- variété Ludwigia repens var. rotundata (Griseb.) M. Gómez
- variété Ludwigia repens var. stipitata (Fernald & Griscom) Munz

## Publication originale
- (en + la) John Reinhold Forster, Flora Americæ Septentrionalis : Or a Catalogue of the Plants of North America, Londres, 1771, 65 p. (lire en ligne), p. 6.